# Walton Ford
Walton Ford (ur. 1960) – amerykański artysta tworzący wielko-formatowe akwarele w stylu naturalistycznych ilustracji Audubona. Każdy obraz to precyzyjne studium flory i fauny, wypełnione symbolami, aluzjami i żartami nawiązującymi do różnych tekstów literackich od literatury kolonialnej i ludowe przypowieści aż po przewodniki turystyczne. Obrazy Forda mają charakter narracji krytykującej okres kolonializmu, industrializmu, politykę, nauki przyrodnicze oraz dewastację środowiska przez człowieka. 
Walton Ford otrzymał za swe prace wiele nagród i wyróżnień w tym stypendium naukowe John Simon Guggenheim Memorial Foundation oraz National Endowment for the Arts oraz jest jednym z artystów prezentowanych w programie Art:21 telewizji PBS. Pierwszą indywidualną wystawę artysty prezentowało Brooklyn Museum w 2006 roku, obecnie obrazy Forda można oglądać w Galerii Paula Kasmina na Manhattanie. 
Po 10 latach życia w Nowym Jorku, Walton Ford przeprowadził się wraz z rodziną do Great Barrington, w stanie Massachusetts.

## Monografie
Walton Ford: Pancha Tantra Taschen Books, 2007
Walton Ford: Tigers of Wrath, Horses of Instruction Harry N. Abrams Book, 2002